# Тундукой
Тундукой (чечен. ТӀундукъой) — один из старинных чеченских тайпов, который входит в этнотерриториальную группу чеберлой. В родовом селе тайпа, расположенном в горах Чеченской Республики, сохранился памятник чеченского воина Халча. Однако от них[уточнить] остались только руины, на камнях которых сохранилось очень много петроглифов.

## Топонимы
Чеченский исследователь-краевед, педагог и народный поэт А. С. Сулейманов, в топонимике Чечни зафиксировал следующие названия связанные с тайпом ТIундакхойн ахка (Тундакхойн ахка) «Тундахоев ущелье» — находится на западе от с. Макажа. ТIундакхойн арие (Тундакхойн арие) «Тундакха равнина» — находится на северо-западе от Тундух, древний стадион для военных и спортивных игр. Тӏундакхойн тӏиехьие (Тундакхойн тиехие) «Тундакхойн за» — находится на севере от Тундух.

## Предания
По народным сказаниям здесь жил Эла Халч (князь Халч) сын Саркая, когда один из соседних феодалов пытался обложить чеберлоевцев данью, то он отказался выполнить это требование. Эла Халч имел дружину из 63 человек и мог надеяться на военную поддержку местного населения. Ему удалось изгнать иноземного феодала, но сам стал деспотом. По преданию Эла Халч Саркаев пустил коня вниз по некрутому Тундахойскому скату и разбился. После его смерти был установлен крестообразный памятник, который и сегодня виден около бывшего селения Тундахой. Под названием «место, где стояли малые Калеки» известны развалины бывшего княжеского замка.